# Египетски музей (Торино)
Египетският музей (на италиански: Museo Egizio) е музей в град Торино, регион Пиемонт, Северна Италия. Той е най-старият музей в света, посветен на изкуството и културата на Древен Египет, и вторият по големина и значимост след Египетския музей в Кайро.

## История
Музеят е основан в епохата на Реставрацията, когато през 1816 г. френският консул в Египет Бернардино Дровети решава да продаде ценната си колекция от египетски артефакти. Три години по-късно пиемонтският пътешественик Карло Видуа прави първи опис на около 3000-те предмета от нея. На 4 април 1820 г. председателят на Академията на науките Просперо Балбо успява да убеди крал Виктор Емануил I да започне преговори за закупуване на колекцията, които обаче са прекратени поради избухването на либералната революция в Сардиния през 1821 г. и абдикацията на краля.
През 1823 г., при управлението на Карл Феликс Савойски и благодарение на интелектуалците от Академията на науките, преговорите се възобновяват. На 23 януари и на 14 февруари 1824 г. актът за покупко-продажба е подписан за голямата сума от 300 хил. лири. Находките са изложени на приземния етаж на Академията на науките, по онова време Колеж на благородниците – внушителна сграда от 17 век, дело на арх. Микеланджело Гарове по проект на Гуарино Гуарини. В средата на 19 век тя е разширена. Крал Карл Феликс добавя към колекцията на Дровети и други колекции, вкл. тази на Донати и други антични предмети, собственост на Савойската династия, и така създава първия египетски музей в света. Музеят е официално открит на 8 ноември 1824 г. под името „Кралски музей на античността и на Египет“, а през втората половина на 1832 г. е отворен за посещения. Освен египетските антики в него са изложени и римски, доримски и праисторически находки, и раздел Естествена история.
Към колекцията на музея се добавят и 30 хил. находки от археологическите разкопки в Египет на италианския египтолог Ернесто Скиапарели (Ernesto Schiapparelli) между 1903 и 1920 г. и на Джулио Фарина (Giulio Farina) до 1937 г. Залите на музея са пренаредени за пръв път през 1908 г. и за втори през 1924 г. при официалното посещение на краля. За да компенсира липсата на място, Скиапарели реновира новото крило на музея (по-късно наречено „Крило Скиапарели“), в което излага находки от Асют и Гебелейн.
По-нататъшни реновации има през 30-те год. на 20 век с поставянето на Пинакотеката и в края на 80-те год. с преподреждането на Крило Скиапарели. Особено важни са работите по реконструиране на Скалния храм от Елесия (Нубия).
От 80-те год. на 20 век насам, с увеличаване на посетителите, са нужни нови изложбени пространства. Реновирането на Крило Скиапарели осигурява големи подземни зали, посветени на археологическите находки от Асют, Кау ел-Кебир и Гебелейн. На приземния етаж е обновена голяма зала, в която се помещават антики от додинастичния период и от Старото царство.
По случай Зимните олимпийски игри в Торино през 2006 г. Кралската галерия на музея е пренаредена от сценографа Данте Ферети.
Музеят е открит с нов вид на 1 април 2015 г. след 5-годишна реставрация, при което площта му е разширена почти двойно и в него влизат и залите на бившата Галерия Сабауда.

## Колекция
В музея се съхраняват около 40 хил. находки, от които 3300 са изложени в музейните зали и около 12 хил. в Галериите на материалната култура. Находките са разположени в посещаемо пространство от 12 000 кв. м. на четири етажа (единият от които - подземен), което обхваща периода от 4000 г. пр.н.е. до 700 г. сл.н.е. Тук влизат множество статуи, саркофази и погребални предмети, мумии, папируси, амулети и скъпоценности. Сред най-важните експонати са:
- Скален храм на Елесия (Tempio Rupestre di Ellesija), построен по нареждане на фараона Тутмос III около 1430 г. пр.н.е. Той е най-старият скален храм в Нубия и е посветен на бога Хор от Миям, на богинята Сатет и на самия фараон. Дарен е от египетското правителство на Италия през 1965 г. като благодарност за италианската помощ за спасяване на нубийските храмове от водите на дигата на Асуан. За пренасянето му в Торино храмът е разрязан на 66 блока. Открит е официално на 4 септември 1970 г.;
- Царски канон или Папирус от Торино (Canone Reale, Papiro di Torino) – от 19-а династия, един от най-важните източници за египетските владетели от обединението на Долен и Горен Египет до съставянето му. Изброява ги на йератически хронологично, по наследяване, възраст и години на царуване;
- Гробница на Ка и Мерит (Tomba di Kha е Merit, абревиатура TT8), oткрита от Скиапарели. Тя е част от т. нар. „Благороднически гробници“ в района на т. нар. „Тивански некропол“ на западния бряг на Нил пред град Луксор. Датира от 18-а династия и в нея са погребани архитектът Kha и съпругата му Merit с погребални дарове;
- Статуи на богините Изида и Сехмет, и на фараона Рамзес II, открити от Виталиано Донати в храма на богинята Мут в Карнак;
- Папирус на златните мини (Papiro delle miniere d’oro) – карта на мините в района в североизточна Нубия, дом на древното градско селище Береника Панхрисос, датираща от Новото царство;
- Релефи на Джосер (Rilievi di Djoser), фараон от 13-а египетска династия;
- Галерия на саркофазите (Galleria dei Sarcofagi) – на втория етаж, където се помещават някои от най-красивите саркофази от Третия преходен период и от Късния период (1100 - 600 г. пр.н.е.);
- Табла на Изида (Mensa Isiaca, известна и като Tavola Bembina) – бронзова табла от римската епоха, от I век сл.Хр., с инкрустации от други метали и с имитации на йероглифите на Древен Египет. Савоя я получават от Гонзага през XVII век и тя става отправна точка за създаването на бъдещия музей;
- Саркофаг, дарове и мащабен план на гробницата на кралица Нефертари.

## Галерия
- Скален храм на Елесия, около 1430 г. пр.н.е.
- Скален храм на Елесия
- Предмети от Гробницата на Ка и Мерит
- Централна част на Папируса на Ка
- Статуя на Сехмет
- Статуя на Рамзес II с Амон и Мут
- Кралски канон (фрагмент)
- Табла на Изида
- Мумии
- Древен саркофаг
- Сфинкс
- Статуя на Пта
- Статуя на Амон, вероятно от 1333-1323 пр.н.е.
- Саркофаг
- Статуя на фараон
- Мумия

## Полезна информация
За достъп до музея се изисква предварителна резервация и закупуване на билет онлайн.
Безплатен достъп:
- Деца до 5 г.
- Лица в неравностойно положение (с доказана инвалидност по-голяма или равна на 74%) + 1 техен придружител
- Членове на International Councils of Museums
- Притежатели на Abbonamento Museo Torino Piemonte или на Torino Piemonte Card
- Притежатели на Passaporto Culturale – неограничен брой достъп за 2 възрастни през първата година на детето им
- На рождения ден на посетителя
- На рождения ден на музея на 1 април
- Притежатели на 18Аpp

До музея се стига:
- Пеша: от ЖП гари Порта Нуова – 1 км, от Порта Суза – 1,6 км
- С градски транспорт: от ЖП гара Порта Нуова линия 1 на метрото, автобуси 58 и 58/, трамвай n. 4; от ЖП гара Порта Суза трамвай n.13 и автобуси n.51, 55, 57, 72, 72/, Star 1 и Star 2; от други места – автобуси n.15, 56, 58, 58/, 73, 72/ и трамваи 11 и 27
- С кола: има ограничения и забрани в зоните в съседство с музея, отбелязани на уебстраницата Muoversi a Torino. На паркингите в близост до музея се заплащат такси: сини ивици в зоната с ограничен трафик (ZTL) или паркинг Рома-Сан Карло-Кастело на пиаца Кастело, пиаца Карло Феличе и виа Лагранж.[2]

## Библиотека „Силвио Курто“
Библиотеката „Силвио Курто“ е основа за научните изследвания на Египетския музей и на италианските и чуждестранните египтолози.
Ядрото ѝ се ражда заедно с Египетския музей през 1824 г. Първите придобивки включват произведения с голяма стойност като: Описание на Египет (на френски: Description de l'Égypte), Паметници на Египет и на Нубия (на италиански: Monumenti dell’Egitto e della Nubia) на Иполито Розелини (Ippolito Rosellini) и Паметници от Египет и Етиопия (на немски: Denkmäler aus Ägypten und Aethiopen) на Рихард Лепсиус (Richard Lepsius). Разширяването на библиотечния фонд след Втората световна война се основава главно на даренията на публикации от учени, посещаващи музея. Сред тях са първите 33 броя на „Журнал на египетската археология“ (на английски: Journal of Egyptian Archaeology) и Хроники на Египет (на френски: Chronique d’Égypte). През 1968 г. египтологът Джузепе Боти завещава на музея своята богата и ценна библиотека. През 1977 и 1978 г. Челесте Риналди и Вито Мараджолио също даряват личните си библиотеки.
Към 2019 г. библиотеката разполага с 8500 монографии, 2100 тома периодични издания, 24 активни заглавия на абонаментни периодични издания, 171 брошури, 185 дипломни работи, библиотека Боти (500 тома монографии и периодични издания). Те са свободни за консултация на място.